# Vernon Dalhart
Vernon Dalhart, né Marion Try Slaughter le 6 avril 1883 et mort le 14 septembre 1948, était un chanteur et compositeur américain.

## Biographie
Dalhart est né dans le Comté de Marion, au Texas. Il a composé son nom de scène à partir de deux villes du Texas, Vernon et Dalhart, où il vécut dans les années 1890. Le père de Dalhart, Robert Marion Slaughter, est tué dans une bagarre avec Bob Castleberry, quand Vernon était âgé de 10 ans.
Vers ses 12 ou 13 ans, la famille déménage de Jefferson à Dallas. Vernon, qui savait déjà jouer de la guimbarde et de l'harmonica, reçoit alors une formation de chant au Conservatoire de musique de Dallas.
Il épouse en 1901 Sadie Lee Moore-Livingston, avec qui il eut deux enfants, un fils et une fille. Vers 1910, la famille déménage à New York. Il trouve un emploi dans un entrepôt de pianos et travaille occasionnellement comme chanteur. Un de ses premiers rôles est dans l'opéra La fanciulla del West de Giacomo Puccini. Il joue également le rôle du Lieutenant Pinkerton dans Madame Butterfly.
Sa carrière musicale commence réellement quand, à la suite d'une annonce vue dans un journal local, il assiste à une audition de Thomas Alva Edison. À la suite de cela, il fit de nombreux enregistrements pour Edison Records. De 1916 jusqu'en 1923, en utilisant de nombreux pseudonymes, il fait plus de 400 enregistrements pour différentes maisons de disques.
En 1924, Dalhart réalise l'enregistrement de The Wreck of the Old 97, qui devient un succès retentissant et est le single le plus vendu de son temps. En 1926, il est le premier à proposer une chanson relatant le meurtre de Pearl Bryan, qu'il enregistre sous le pseudonyme de Al Craver. En 1998, The Prisoner's Song est honorée d'un Grammy Hall of Fame Award et la Recording Industry Association of America la nomme parmi les morceaux du siècle.
Vernon Dalhart enregistre sous un grand nombre de pseudonymes. Sur Grey Gull Records il utilise souvent le pseudonyme de Vel Veteran, qui a toutefois été également utilisé par d'autres chanteurs, dont Arthur Fields (Fields utilisa aussi le pseudonyme de «Mr. X»).
Alors que certains puristes de la musique country ont toujours considéré Dalhart avec une certaine suspicion en raison de ses antécédents d'opérette et un style vocal plus proche de la pop que de la country, il est intronisé au Nashville Songwriters Hall of Fame en 1970, au Country Music Hall of Fame en 1981 et dans le Records Gennett Walk of Fame en 2007.
Dalhart meurt à Bridgeport, Connecticut le 14 septembre 1948 et y est enterré.